# Gymnotus pedanopterus
Gymnotus pedanopterus är en fiskart som beskrevs av Mago-leccia, 1994. Gymnotus pedanopterus ingår i släktet Gymnotus och familjen Gymnotidae. Inga underarter finns listade i Catalogue of Life.